# Đoàn Kỳ Thụy
Đoàn Kỳ Thụy (bính âm: 段祺瑞; 1865 – 1936) là một quân phiệt và chính khách quan trọng của Trung Quốc thời Thanh mạt và đầu Trung Hoa Dân Quốc. Ông từng đảm nhiệm vị trí chỉ huy trưởng quân đội Bắc Dương, 3 lần giữ chức vụ Thủ tướng Trung Hoa Dân Quốc (Gọi là Quốc vụ Tổng lý thời điểm đó), và là Đại Tổng thống chấp chính lâm thời của Chính phủ Trung Hoa Dân Quốc ở Bắc Kinh trong giai đoạn từ năm 1924 – 1926.

## Thân thế
Tên khai sinh của ông là Đoàn Khải Thụy (段啟瑞), tự Chi Tuyền (芝泉), sinh ngày 6 tháng 3 năm 1865 tại thành phố Hợp Phì, tỉnh An Huy, đời nhà Thanh. Ông nội ông là Đoàn Bội (段佩), một võ quan Hoài quân của Lý Hồng Chương. Cha ông mất sớm, ông được bà nội nuôi dạy từ bé.

## Sự nghiệp chính trị thời nhà Thanh
Năm 1881, Đoàn học tại Học viện Quân sự Bảo Định, chuyên ngành pháo binh, ông tốt nghiệp thủ khoa đầu lớp. Sau khi tốt nghiệp năm 1885, ông được chuyển đến Lữ Thuận Khẩu để giám sát việc xây dựng công sự pháo binh, tại đây ông đã được Lý Hồng Chương trọng dụng và gửi đi nghiên cứu khoa học quân sự ở Đế chế Đức trong hai năm. Về nước năm 1891, ông được phong làm Ủy viên trưởng Cục Quân giới Bắc Dương (北洋军械局), rồi sau đó ông nhận làm trợ giảng tại Học viện quân sự ở Uy Hải, Sơn Đông. Viên Thế Khải phong cho ông làm chỉ huy pháo binh trong Tân quân.
Dấu ấn đầu tiên của Đoàn xuất hiện khi ông phục vụ trong quân đội của Viên ở tỉnh Sơn Đông khi Phong trào Nghĩa Hòa Đoàn nổ ra. Viên đã giao quyền cho ông quản lý một đơn vị quân Bắc Dương vào năm 1904. Khi ông được chỉ định làm Hiệu trưởng trường Sĩ quan Bảo Định, ông đã tập hợp được nhiều sĩ quan cấp thấp trung thành với ông, điều này đã giúp ông tạo được thế lực cho riêng mình, cái mà sau này đã biến ông thành một người đầy quyền lực. Trong suốt Khởi nghĩa Vũ Xương, quân của Đoàn đã thành công trong việc chống lại lực lượng cách mạng khi thu hồi được Vũ Hán. Đoàn chỉ huy Quân đoàn Lục quân số 2 đến yểm trợ cho Viên Thế Khải ở Hồ Bắc. Đổi lại sự trung thành của mình, năm 1912, Đoàn được Viên bổ nhiệm làm Tổng trưởng Lục quân, và một năm sau, năm 1913, làm Quốc vụ Tổng lý, kiêm Đô đốc hai tỉnh Hồ Bắc và Hà Nam. Bấy giờ Đoàn được xem là một trong 3 người thân tín nhất của Viên (2 người kia là Phùng Quốc Chương và Vương Sĩ Trân), được dân gian hợp xưng là "Bắc Dương tam kiệt".

## Sự nghiệp chính trị thời Trung Hoa Dân Quốc
Tuy vậy, Đoàn lại là người phản đối ý định của Viên khi ông ta nuôi mộng khôi phục chế độ quân chủ để làm hoàng đế bởi vì Đoàn muốn kế nhiệm Viên để làm Đại Tổng thống. Đoàn tính sử dụng chiêu thức mà Viên đã từng làm trong Khởi nghĩa Vũ Xương khi đứng ra làm trung gian giữa Viên và các thế lực chống đối khác. Mối quan hệ giữa Đoàn và Viên đã xoay chuyển vĩnh viễn khi Đoàn được đề cử vào chức vụ Thủ tướng – chức vụ mà Viên đã phế bỏ quyền lực. Đoàn làm Thủ tướng trong nhiều chính phủ được lập nên và bị giải thể trong suốt từ năm 1913 – 1918. Tham vọng của Viên là làm Hoàng đế đã phá vỡ sự thống nhất của Trung Quốc, nhiều tỉnh đã tuyên bố độc lập, tách rời ra khỏi sự quản lý của Chính phủ Bắc Kinh do Viên kiểm soát.

### Chiến tranh thế giới lần 1
Tại châu Âu, khi sự bắt đầu Thế chiến 1 đạt đến đỉnh điểm vào 1916 – 1917. Đoàn nhận thấy đây là thời cơ để giành sự ủng hộ của phương Tây và Hoa Kỳ khi tuyên bố theo phe Đồng Minh chống lại Đức. Đoàn cho rằng, khi Trung Hoa tham gia cuộc chiến sẽ giúp họ cắt giảm được phí bồi thường chiến tranh và các điều khoản nhượng bộ. Hơn thế nữa, Đoàn cho rằng việc tham gia một cuộc chiến có tầm cỡ như thế sẽ nâng cao được vị thế và uy tín Trung Quốc trên trường quốc tế. Tuy nhiên, cả Tổng thống và Phó Tổng thống cùng với hơn đại đa số thành viên Quốc hội phản đối. Đoàn mất kiên nhẫn trong việc thuyết phục các thành viên Quốc hội thông qua dự luật, do đó, ông đã sử dụng các lực lượng xã hội đen để tiến hành kế hoạch. Sau khi Quốc hội bỏ phiếu buộc Đoàn phải từ chức, thì Đại Tổng thống Lê Nguyên Hồng đã phế truất ông.
Kế hoạch của Đoàn là ông muốn thương lượng nhượng bộ cho người Nhật để nhận được sự hỗ trợ tài chính giúp ông xây dựng quân đội để ông Nam phạt. Với một chính phủ nghèo nàn về ngân sách và tình trạng chiến tranh ở châu Âu đang lên cao khiến cho Đoàn không thể sử dụng được cách nào, ông đã bí mật thỏa thuận với Nhật qua món vay Nishihara vào tháng 9 năm 1917. Đổi lại, ông cho phép quân Nhật trú đóng tại tỉnh Sơn Đông, vốn là đất đã nhượng cho người Đức, và quyền xây dựng hai tuyến đường sắt mới. Điều này đã châm ngòi cho cuộc chiến chính trị trên khắp Trung Quốc, cuộc tuần hành của phong trào Ngũ Tứ phản đối mạnh mẽ việc nhượng quyền cho Nhật, nhưng Đoàn đã nhận tiền để xây dựng quân đội của mình, sau này chính điều này là lý do tạo nên khủng hoảng Sơn Đông.

### Quân phiệt An Huy
Sau khi Phùng Quốc Chương phục hồi chức vụ Thủ tướng cho Đoàn, ông ta nhanh chóng ra sức điều động binh lính chuẩn bị cho việc chinh phạt phương Nam. Các thế lực miền Nam tập trung lại hình thành nên lực lượng "Bảo Hiến vận động" (护法运动) để đủ sức chống lại lực lượng quân phiệt phương Bắc. Đoàn ra lệnh cho hai cựu cấp dưới của Phùng xuống miền Nam chinh phục Hồ Nam, một trong hai vị chỉ huy này là Ngô Bội Phu. Ngô vốn đồng tình với ý kiến của Phùng vốn muốn tạo hòa bình với miền Nam và từ chối tham chiến. Nhục nhã với thất bại cay đắng này, Đoàn buộc phải từ chức vào tháng 11 năm 1917.
Tuy nhiên, Đoàn vẫn còn ảnh hưởng rất lớn tại Bắc Kinh vì rất nhiều chỉ huy quân sự rất trung thành với ông. Phùng buộc phải tái bổ nhiệm ông vào chức Bộ trưởng Bộ Chiến tranh, và lại một lần nữa, Đoàn xua binh tiến đánh miền Nam. Trước khi Nam phạt, ông đã ra lệnh cho Trương Tác Lâm - quân phiệt Mãn Châu, đưa quân đến Bắc Kinh để gây sức ép lên Phùng và buộc ông phải phục hồi chức vụ Thủ tướng. Trong cuộc chiến tranh Nam phạt, Ngô Bội Phu lại tiếp tục bất tuân lệnh, từ chối chinh phạt các tỉnh miền Nam. Để đối phó lại mối đe dọa tiềm tàng từ liên minh (sau này gọi là quân phiệt Trực Lệ) giữa Phùng Quốc Chương, Trọng San (仲珊) và Ngô Bội Phu, Đoàn đã củng cố vị trí của mình bằng việc thành lập liên minh chính trị thường được gọi dưới cái tên "An Huy quân". Ông dùng ngân sách có được từ tiền vay của Quỹ Nishihara để xây dựng lực lượng quân sự của mình, thuê sĩ quan Nhật huấn luyện cho lính của mình.
Nhiệm kỳ Đại Tổng thống của Phùng hết vào ngày 10 tháng 10 năm 1918, để xoa dịu miền Nam, Phùng đã từ chối phục hồi chức vụ Thủ tướng để Đoàn không có cơ hội tái ứng cử. Địa vị của Đoàn bị lung lay khi tin đồn về những thỏa thuận mật giữa ông và Nhật bị lộ. Khi thông tin về Quỹ Nishihara bị phơi bày, cùng với hiệp ước bí mật giữa Đồng Minh và Nhật về việc chuyển giao quyền quản lý Sơn Đông cho Nhật Bản tại Hòa ước Versailles. Bắc Kinh và các tỉnh trong cả nước đồng loạt nổ ra các vụ biểu tình được biết dưới tên gọi "Phong trào Ngũ Tứ" và ngày 4 tháng 5 năm 1919. Trọng San và Ngô Bội Phu liên minh với các lãnh đạo quân sự chống đối Đoàn, trong đó có Trương Tác Lâm. Họ gạt bỏ Từ Thụ Lâm(徐樹錚) – cấp dưới gần gũi của Đoàn, ra khỏi mọi chức vụ vào 4 tháng 7 năm 1919. Đoàn ép tân Đại Tổng thống cách chức Trọng và Ngô mặc dù trên thực tế ông không có cách nào để gạt bỏ được hai người này ra khỏi chức vụ. Ông đặt lại tên quân đội của mình là "Bình Quốc Quân" và huy động họ để đánh nhau với quân phiệt Trực Lệ và các thế lực liên mình của họ.

### Mất dần quyền lực
Cuộc chiến giữa ông và Phùng được biết đến với tên Chiến tranh Trực – An (An Huy – Trực Lệ) kéo dài từ 14 tháng 7 đến 18 tháng 7 năm 1920. Mặc dù quân của Đoàn được huấn luyện và trang bị vũ khí từ phía Nhật, nhưng Ngô Bội Phu vẫn dễ dàng giành chiến thắng trước họ. Quyền lực quân sự của ông tiêu tan, ông chạy sang tỵ nạn trong tô giới Nhật ở Thiên Tân.
Ngày 23 tháng 10 năm 1924, Phùng Ngọc Tường phát động chính biến ở Bắc Kinh, phế Đại Tổng thống Tào Côn, mời Tôn Trung Sơn đến Bắc Kinh đàm phán, và thỏa hiệp với các quân phiệt Trương Tác Lâm, Trương Học Lương, Trương Tông Xương. Phùng cũng mời Đoàn nắm giữ chức vụ Đại Tổng thống trong Chính phủ lâm thời Bắc Dương.
Ngày 24 tháng 4 năm 1925, Đoàn đã cho giải tán Quốc hội Dân quốc, chuyển quyền lập pháp cho Lâm thời Tham chính viện. Hành động này đã làm dấy lên cuộc vận động phản đối chính phủ của học sinh Bắc Kinh. Chính phủ lâm thời của Đoàn bất lực trong việc thu xếp. Ngày 18 tháng 3 năm 1926, chính phủ ra lệnh giải tán phong trào, dẫn đến Cuộc thảm sát 18 tháng 3 (三·一八惨案) tại Bắc Kinh. Sau khi cuộc thảm sát diễn ra, Đoàn đã tới tận Quảng trường Thiên An Môn để xem xét tình hình và quỳ xuống để xin mọi người tha thứ cho tội lỗi của mình. Uy tín của chính phủ lâm thời càng lúc càng lung lay. Chưa đầy 1 tháng sau, ngày 9 tháng 4, Phùng Ngọc Tường một lần nữa phát động chính biến. Đoàn phải từ chức, một lần nữa đến Thiên Tân lánh nạn. 
Từ đó, ông thoái ẩn, chuyên tâm nghiên cứu Phật học,thường xuyên đi chùa để xin tha thứ hành động tội lỗi của mình tự xưng hiệu "Chính Đạo Cư sĩ". Năm 1931, khi Sự biến 18 tháng 9 nổ ra, người Nhật có mời Đoàn ra để thành lập chính quyền, ông đã từ chối, quyết chí thoái ẩn. Tháng 2 năm 1933, ông di cư sang tô giới Thượng Hải. Năm 1935, ông được bổ nhiệm làm Ủy viên trong Chính phủ Quốc dân nhưng do sức khỏe suy yếu nên không thể nhậm chức. Ngày 2 tháng 11 năm 1936, ông qua đời tại Thượng Hải, thọ 71 tuổi. Trước khi qua đời, ông có để lại di ngôn "Bát Vật" nổi tiếng.

## Lưu ý
1. ↑  Spence, Jonathan D. (1990). The Search for Modern China. New York: W.W. Norton & Company. pp. 285. ISBN 0-393-37651-4.
2. 1 2 3 4  Spence, p. 285.
3. ↑  Gray, Jack (2002). Rebellions and Revolutions: China from the 1800s to 2000. New York: Oxford University Press. tr. 168–169. ISBN 978-0-19-870069-2.
4. ↑  Dân gian còn đặt hỗn danh cho họ "Long Hổ Cẩu", với Vương là Long (rồng), Đoàn là Hổ, còn Phùng là Cẩu (chó).
5. ↑  Spence, p. 282-283.
6. 1 2 3  Gray, p. 171-172.
7. ↑  Gray, p. 173.
8. ↑  Spence, p. 288.
9. 1 2 3  Gray, p. 174-175.
10. ↑  Gray, p. 177.
11. 1 2 3  Gray, p. 178-179.